# Billardiera macrantha
Billardiera macrantha là một loài thực vật có hoa trong họ Pittosporaceae. Loài này được Hook.f. mô tả khoa học đầu tiên năm 1855.